# Cementerio de Montjuic
El cementerio de Montjuic (en catalán: cementiri de Montjuïc), también conocido como cementerio Nuevo (en catalán: cementiri Nou) o cementerio del Sudoeste (en catalán: cementiri del Sud-oest) se encuentra en Barcelona (España). Ocupa prácticamente la totalidad de la ladera sur de la montaña de Montjuic. Tiene una superficie de 560 000 m² y 155 227 sepulturas (en el año 2002). Está inscrito como Bien Cultural de Interés Local (BCIL) en el Inventario del Patrimonio Cultural catalán con el código 08019/1735.

## Historia y descripción
El cementerio fue inaugurado el 17 de marzo de 1883. Este recinto vino a suplir el problema que tenía Barcelona con la falta de espacio en los pequeños cementerios de barrio repartidos por la ciudad, que por una parte ya no podían crecer debido a la presión urbanística de sus alrededores y, por otra, habían agotado su capacidad de inhumación. Ocurría así en cementerios históricos como los de Pueblo Nuevo, Horta, Sants, San Gervasio, Les Corts, San Andrés, Sant Genís dels Agudells y Sarriá. Montjuic fue la solución momentánea a este problema, aunque con el tiempo pasaría lo mismo con el nuevo cementerio, la ciudad siguió creciendo demográficamente y el espacio libre se fue acabando, por lo que se tuvo que abrir un nuevo cementerio que tuviera un uso como cementerio metropolitano, fuera del término municipal de Barcelona: el cementerio de Collserola, situado en Sardañola del Vallés. 
El proyecto del cementerio fue encargado al arquitecto municipal Leandre Albareda. Su rasgo arquitectónico más característico es el eclecticismo, ya que conjuga elementos neoclásicos e historicistas con el nuevo modernismo que surgió a finales del siglo XIX.

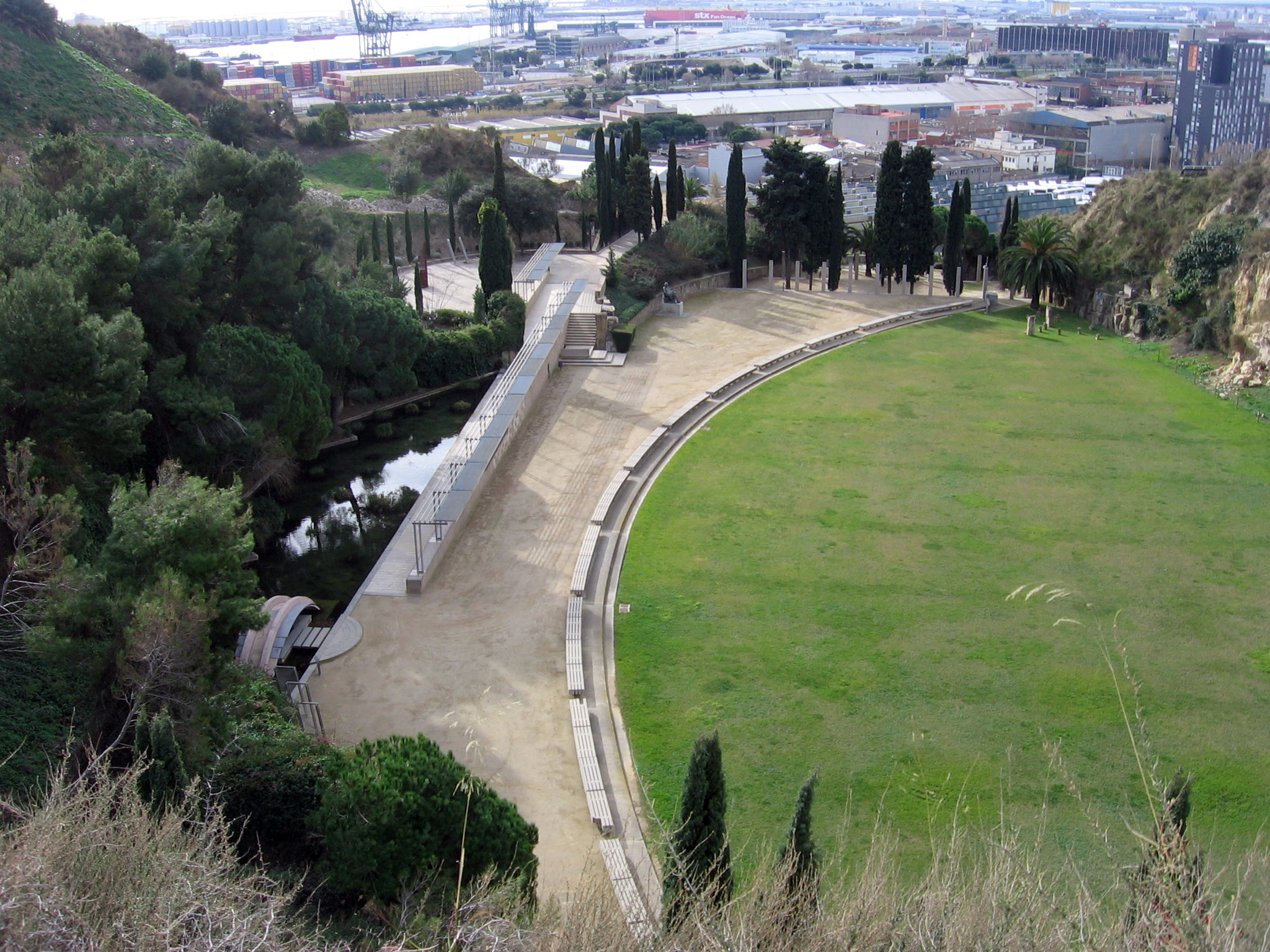
Fossar de la Pedrera.

El cementerio se encuentra en una ladera de la montaña de Montjuic, y está dividido en 14 sectores, recorridos por un conjunto de calles que reciben diversos nombres: Santa Eulalia, San Pedro, Santa María, San Jaime, San Severo, la Misericordia, Santa Cruz, San Olegario, San José, San Francisco, San Jorge, San Luis, San Juan, San Carlos, Santísima Trinidad, San Antonio Abad, San Jacinto, San Amadeo, la Inmaculada, Nuestra Señora de la Merced, San Ramón y San Salvador, además de las plazas del Descanso, la Fe, la Esperanza, la Caridad, San Rafael, San Joaquín, San Manuel, San Agustín, Nuestra Señora de Montserrat, Nuestra Señora del Carmen y San Miguel.
Para la ubicación del terreno se debieron expropiar diversos terrenos, algunos de actividades agrícolas y otros pertenecientes al ejército. Las obras se efectuaron entre 1882 y 1883. El diseño del recinto se basó en unas condiciones óptimas de soleado y ventilación, y pese al desnivel de la montaña se consiguió un espacio de tranquilidad y reposo. Además del recinto católico se destinó un espacio a religiones cristianas no católicas y otro a religiones no cristianas, así como un recinto no confesional, donde se enterraba a ateos, suicidas y personas muertas en duelo.

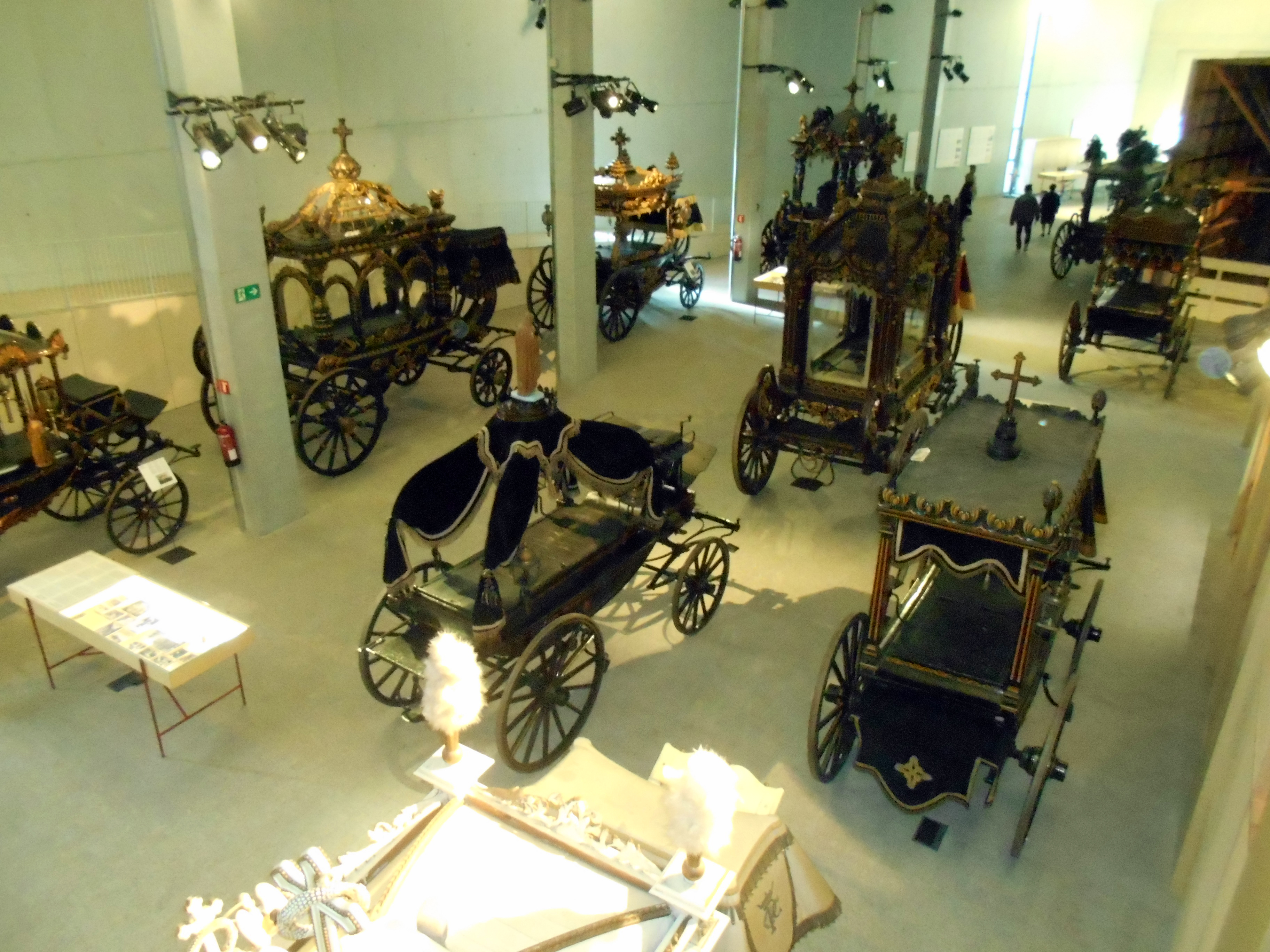
Museo de Carrozas Fúnebres.

El cementerio cuenta con una gran cantidad de sepulturas y panteones de gran valor artístico, que abarcan diversos estilos: neoclasicismo, historicismo, modernismo, novecentismo, eclecticismo, etc. Entre los diversos autores se encuentran arquitectos como: Joan Martorell, Antoni Rovira i Rabassa, Leandre Albareda, José Vilaseca, Lluís Domènech i Montaner, Miquel Pascual, Julio María Fossas, Ubaldo Iranzo, Emilio Sala Cortés, Pere Garcia Fària, Enric Sagnier, Jaume Bayó, Bonaventura Bassegoda i Amigó, Salvador Soteras, Josep Puig i Cadafalch, Antoni Maria Gallissà, Josep Maria Jujol, Tiberi Sabater, Camil Oliveras o José Doménech y Estapá; y escultores como: Josep Llimona, Enric Clarasó, Rossend Nobas, Josep Campeny, Rafael Atché, Manuel Fuxá, Josep Reynés, Eduard Alentorn, Josep Clarà, Eusebi Arnau o Josep Maria Subirachs.
Un sector del recinto es el denominado Fossar de la Pedrera, que fue utilizado como fosa común para 4000 víctimas de la represión franquista. Desde 1985 acoge los restos mortales de Lluís Companys, presidente de la Generalidad de Cataluña durante la guerra civil española, ejecutado por el régimen de Franco el 15 de octubre de 1940 después de un juicio sumarísimo.
El recinto acoge también un Museo de Carrozas Fúnebres, creado en 1970 en el Tanatorio Sancho de Ávila y trasladado en 2013 a Montjuic. Cuenta con un total de 19 piezas, formadas por 13 carrozas fúnebres y 6 carruajes de acompañamiento, además de tres coches a motor situados en un altillo.
En 2004 se creó la Ruta de los Cementerios de Barcelona para dar a conocer el atractivo monumental y turístico de los cementerios de la ciudad, del que forma parte el cementerio de Montjuic junto con el cementerio de Pueblo Nuevo.

## Personajes ilustres
- Isaac Albéniz (1860-1909), músico
- Salvador Andreu (1841-1928), farmacéutico, empresario y filántropo
- Victoria de los Ángeles (1923-2005), soprano
- Víctor Arriazu y Calleja (1935-1997), pintor
- Francisco Ascaso (1901-1936),  anarquista de la CNT
- Hans Beimler (1895-1936), político alemán y brigadista
- Joaquín Blume (1933-1959), gimnasta
- Francesc Cambó (1876-1947), político conservador
- Josep Carner (1884-1970), poeta
- Ramón Casas (1866-1932), pintor
- Luis Posada Mendoza (1925-1992), actor español
- Ildefonso Cerdá (1815-1876), arquitecto y urbanista
- Lluís Companys (1882-1940), Presidente de la Generalidad de Cataluña
- Amalia Domingo Soler (1835-1909), escritora y exponente del espiritismo español
- Buenaventura Durruti (1896-1936), militante anarquista
- Antonio Escobar (1879-1940), general republicano, Jefe del Ejército de Extremadura
- Josep Lluís Facerías (1920-1957), guerrillero antifranquista y anarquista
- Ángel Fernández Franco, "El Torete", (1960-1991), delincuente y actor español
- Jaume Ferran i Clua (1851-1929), médico y científico
- Francisco Ferrer Guardia (1859-1909), pedagogo anarquista
- Joan Gamper (1877-1930), fundador del FC Barcelona
- Carlos Godó y Pié (1834-1897) político y empresario, fundador del diario La vanguardia
- Ángel Guimerá (1845-1924), dramaturgo
- Francesc Layret (1880-1920),abogado laboralista
- Anselmo Lorenzo (1841-1914), teórico anarquista, fundador de la CNT
- Francesc Macià (1859-1933), Presidente de la Generalidad de Cataluña
- Pascual Madoz (1806-1870), político, ministro de Hacienda y autor del Diccionario geográfico-estadístico-histórico de España
- Enriqueta Martí (1868-1913). Asesina en serie.
- Ana María Matute (1925-2014), novelista
- Raquel Meller (1888-1962), actriz y cantante
- Apeles Mestres (1854-1936), escritor, dibujante y músico
- Lluís Millet (1867-1941), músico, cofundador del Orfeón Catalán
- Joan Miró (1893-1983), pintor
- Federico Mompou (1893-1987), músico
- Joan Salvat-Papasseit (1894-1924), poeta
- Ángel Pestaña, (1886-1937), militante anarquista
- José María de Porcioles (1904-1993), alcalde de Barcelona
- Enric Prat de la Riba (1870-1917), político conservador
- Salvador Puig Antich (1948-1974), anarquista ajusticiado por el franquismo
- Francisco de Paula Rius y Taulet (1833-1890),abogado y político, alcalde de Barcelona
- Bartolomé Robert (1842-1902), médico y político catalanista, alcalde de Barcelona
- Montserrat Roig (1946-1991), escritora
- Constantino Romero (1947-2013), presentador de TV, locutor y actor de doblaje
- Carlos Ruiz Zafón (1964-2020), escritor
- Santiago Rusiñol (1861-1931), pintor y escritor
- Josep Maria de Sagarra (1894-1961), escritor
- Salvador Seguí Rubinat (1887-1923), destacado anarcosindicalista
- Juan Ventosa Calvell (1879-1959), político y ministro
- Jacinto Verdaguer (1845-1902), poeta y escritor
- Ricardo Zamora (1901-1978), futbolista

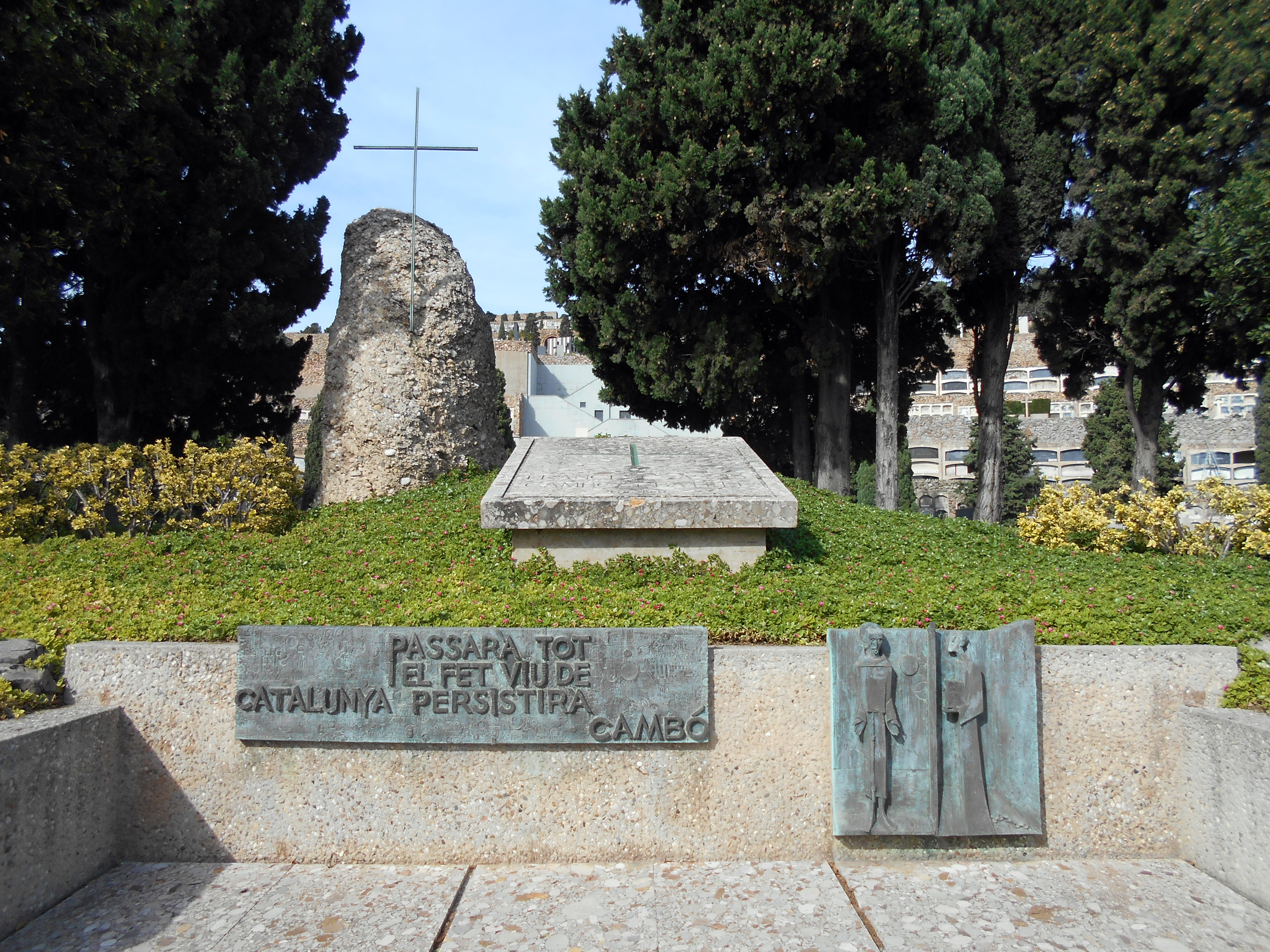
Panteón de Francesc Cambó.
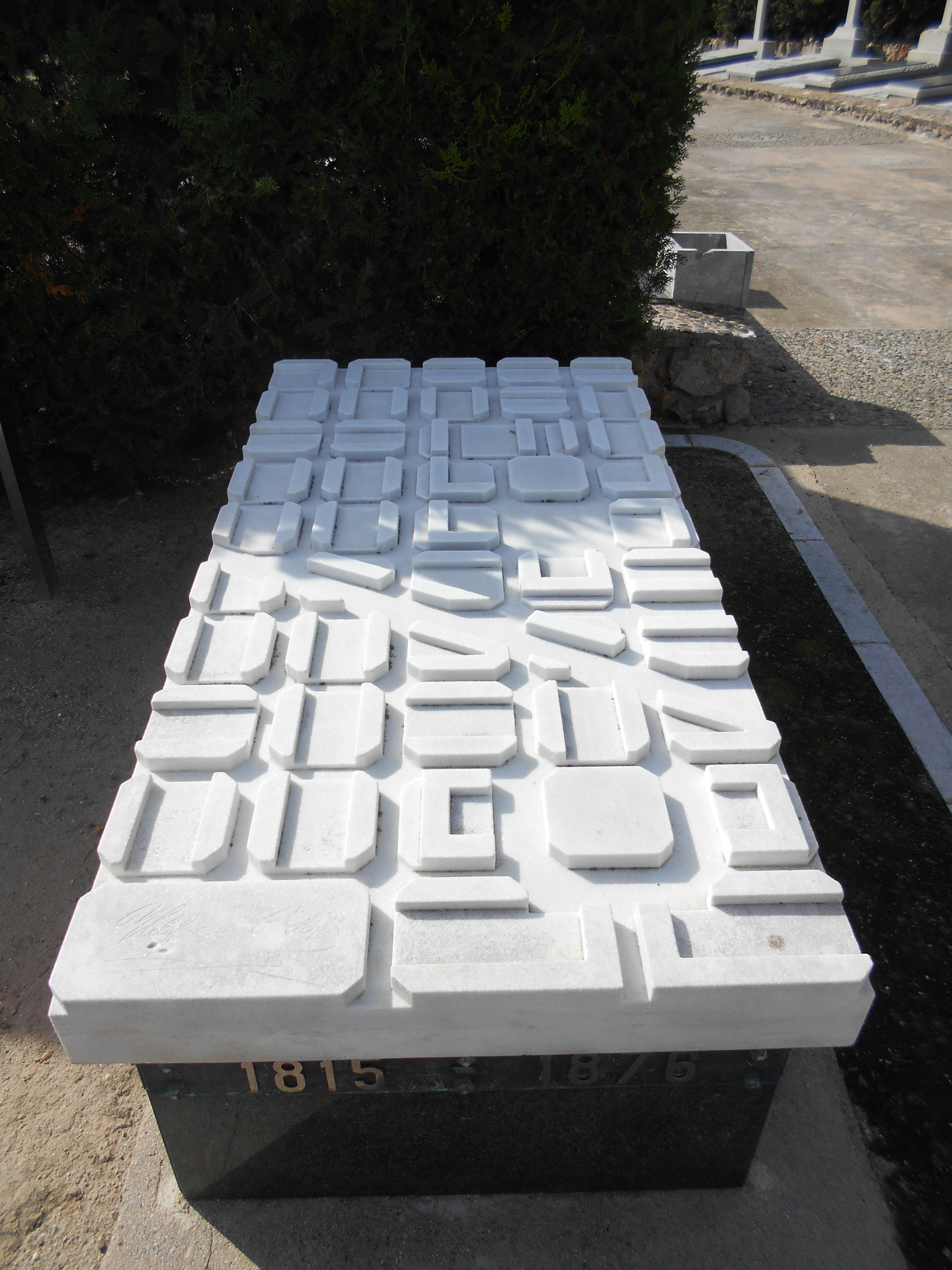
Sepultura de Ildefonso Cerdá.
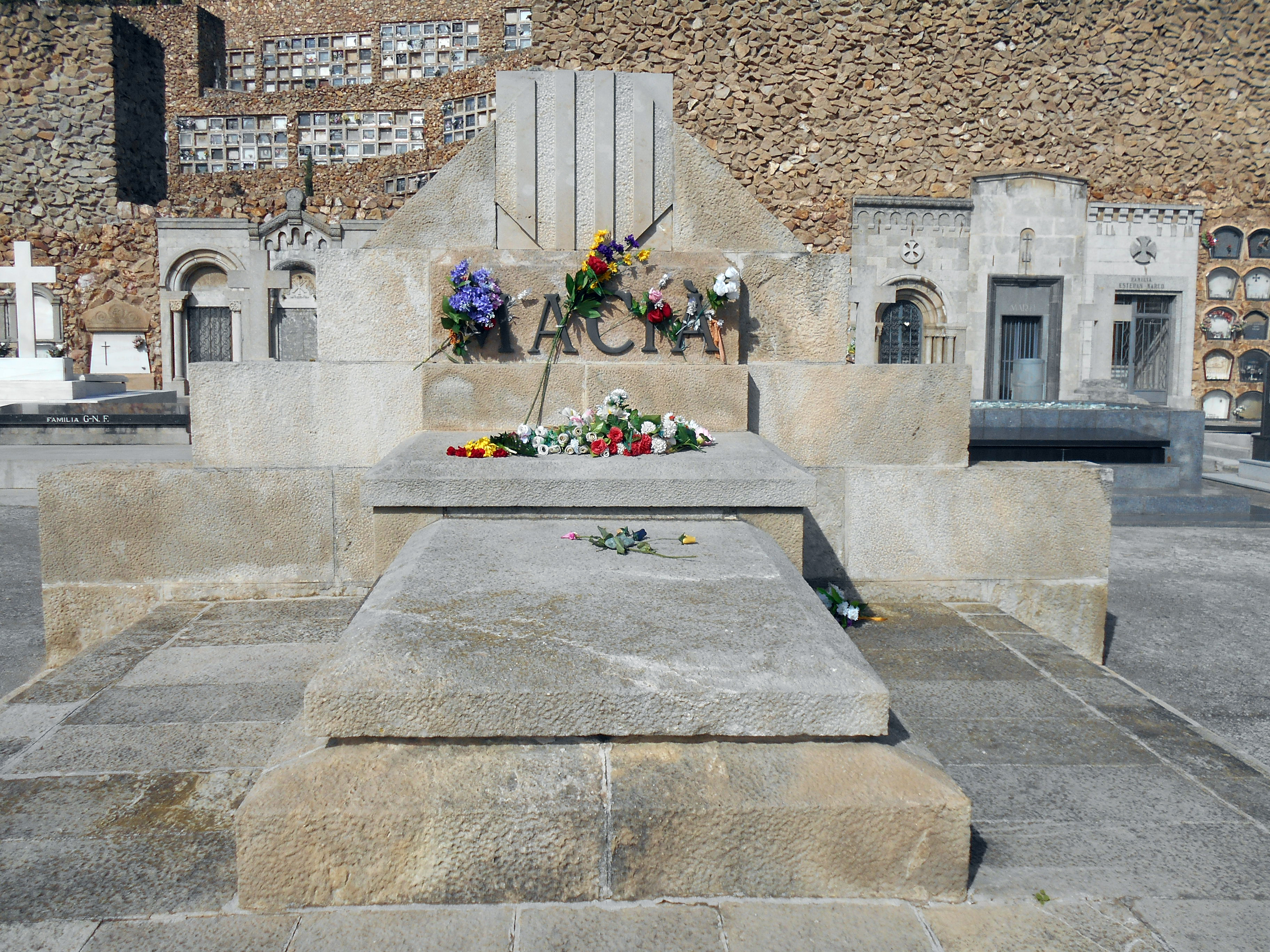
Panteón de Francesc Macià.
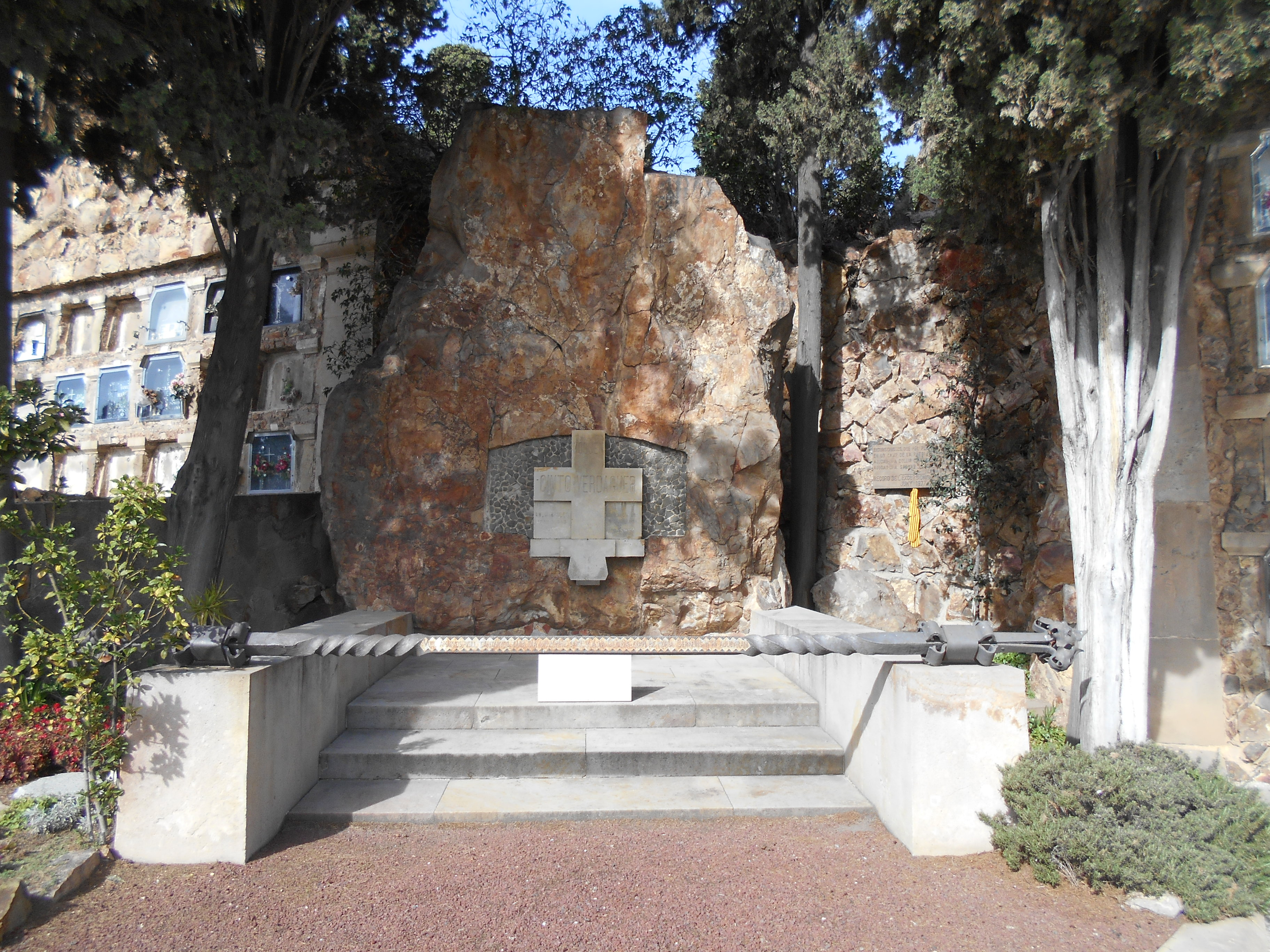
Panteón de Jacinto Verdaguer.
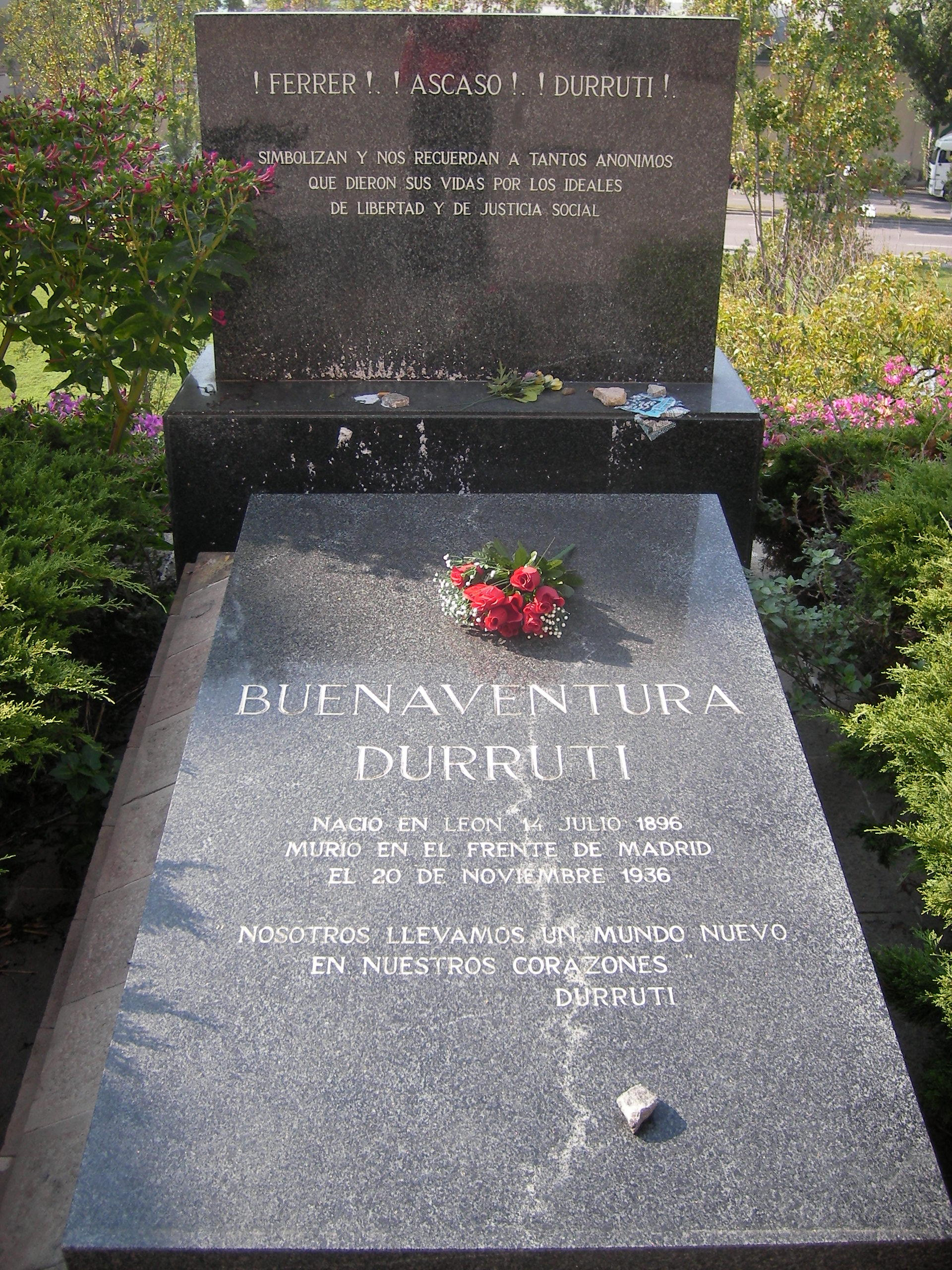
Sepultura de Buenaventura Durruti.
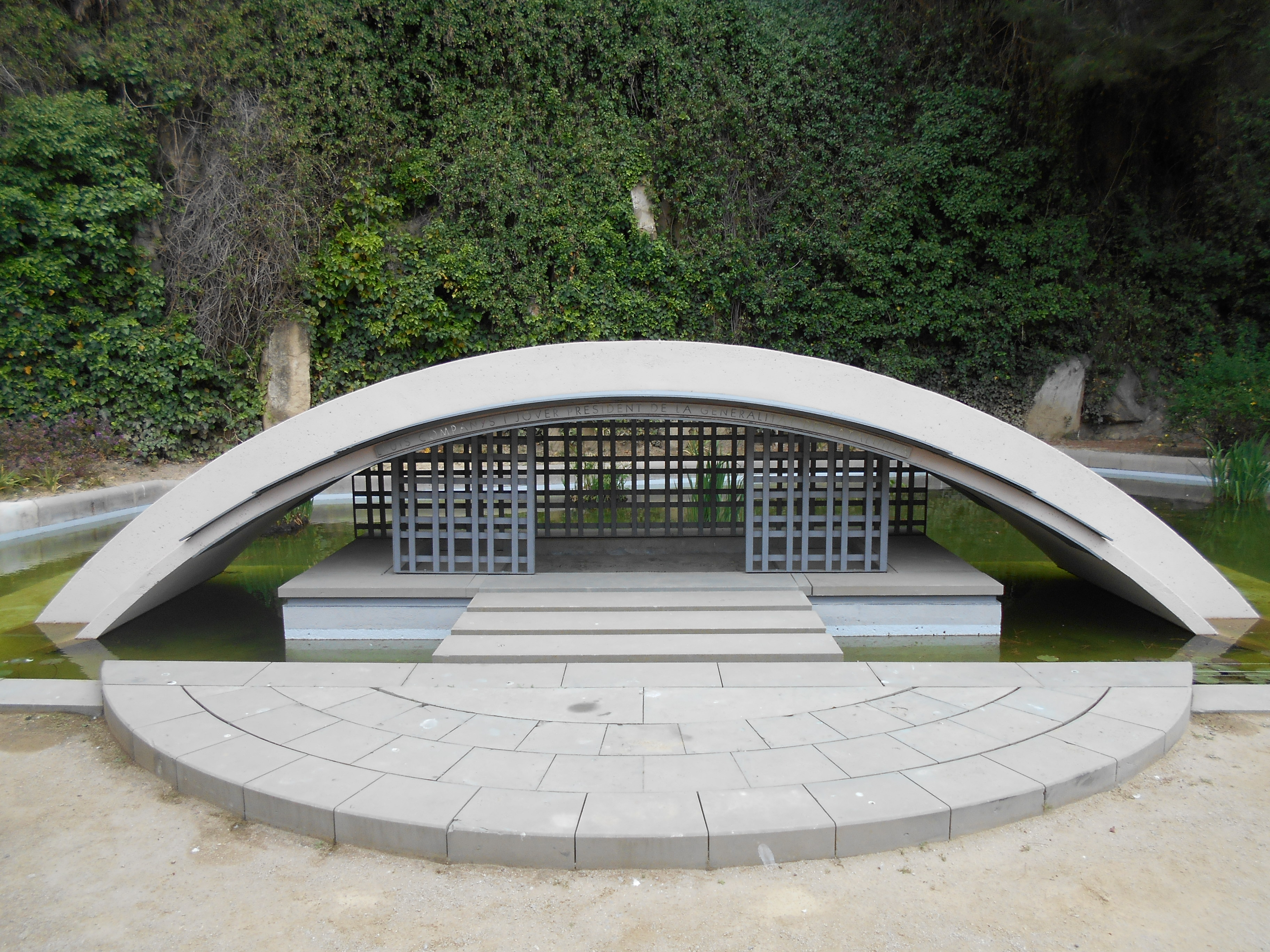
Panteón de Lluís Companys (Fossar de la Pedrera).

## Obras destacadas de arte funerario
| Nombre                                                 | Autor (a=arquitecto, e=escultor)                                                | Fecha     | Estilo        | Descripción | Foto |
| ------------------------------------------------------ | ------------------------------------------------------------------------------- | --------- | ------------- | --- | ---- |
| Panteón Batlló                                         | José Vilaseca (a), Manuel Fuxá y Enric Clarasó (e)                              | 1889      | Neoegipcio    | Se trata de un panteón tipo arco-cueva, excavado en la roca. De inspiración egipcia, la fachada presenta dos columnas adosadas de fuste estriado y capitel con forma de búho, sobre las que se sitúan dos serafines —distinguibles por tener tres pares de alas—, uno con una corona de flores y otro con una trompeta. |      |
| Panteón Albareda                                       | Leandre Albareda y Antoni Rovira i Rabassa (a), Manuel Fuxá y Josep Campeny (e) | 1889      | Neoegipcio    | Leandre Albareda, el arquitecto que diseñó el cementerio, construyó su propio panteón, en colaboración con Antoni Rovira Rabassa, y escultura de Manuel Fuxá y Josep Campeny. Es también de estilo neoegipcio, de moda en la época. Situado en un promontorio, en una plaza circular con escalinata, tiene un pedestal troncopiramidal sobre el que se alza un obelisco, con una estatua de un ángel sedente, obra de Campeny. |      |
| Sepultura Farreras Framis                              | Emili Sala Cortés (a), Rossend Nobas (e)                                        | 1888      | Realismo      | Francesc Farreras i Framis era catedrático de anatomía, quizá por ello la figura yacente sobre la lápida es un esqueleto, envuelto en un sudario. Es una obra impactante, de crudo realismo, una de las más famosas del cementerio. |      |
| Sepultura Pere Llibre                                  | Antoni Rovira i Rabassa (a), Josep Campeny (e)                                  | 1888      | Modernismo    | La figura más destacada es un ángel con las alas desplegadas y una larga túnica que cae sobre los escalones, y que deposita una corona floral sobre el féretro. La obra se mueve entre el neoclasicismo y el modernismo que comenzaba a despuntar. |      |
| Sepultura Leal Da Rosa                                 | Leandre Albareda (a), Enric Clarasó (e)                                         | 1903      | Modernismo    | Antonio Leal da Rosa era un portugués que se enriqueció en Cuba y se estableció posteriormente en Barcelona. El conjunto está presidido por una columna rematada por una cruz, y una escultura de una grácil figura femenina de largo vestido y cabello ondulante, con los brazos cruzados y los ojos cerrados. Es una obra que recuerda el simbolismo de moda en los años de transición del siglo XIX al XX. |      |
| Panteón Regordosa                                      | Francisco Berenguer (a), Vives (e)                                              | 1895      | Modernismo    | Obra de Francesc Berenguer, un discípulo de Antoni Gaudí, aunque al no tener este el título de arquitecto fue firmada por Miquel Pascual i Tintorer. Es un conjunto de gran monumentalidad, delimitado por una cadenas de hierro y cuatro candelabros de 4 m de altura, también de hierro. Dentro de este espacio se halla un sarcófago esculpido con relieves florales y de putti, y con la figura de un ángel sedente en actitud extática, con un libro en las manos. Mariano Regordosa era un empresario textil. |      |
| Panteón Salvador Bonaplata                             | Antoni Serra i Pujals (a), Josep Reynés (e)                                     | 1886      | Eclecticismo  | El industrial Salvador Bonaplata fue uno de los fundadores de La Maquinista Terrestre y Marítima. Encargó una mausoleo de gran monumentalidad, con un estilo ecléctico que combina elementos neoegipcios, neoclásicos y neogóticos. Consta de una capilla con cuatro columnas adosadas de orden jónico y un remate semicircular con un medallón de Jesús coronado de espinas, sobre la que se alza un obelisco que sostiene una figura alegórica de la Religión. |      |
| Panteón Borràs-Figueras                                | Julio María Fossas (a), Ramon Padró (e)                                         | 1906      | Modernismo    | Sepultura de los esposos Josep Borràs y Francesca Figueras, presenta un sarcófago decorado con motivos ornamentales relacionados con la marina mercante —profesión del difunto—, como un ancla y un timón, junto a motivos florales y columnas salomónicas, todo ello rematado por una cruz y un ángel con las alas desplegadas. |      |
| Panteón Gener-Seycher                                  | Josep Majó (a), Josep Reynés (e)                                                | 1902-1906 | Neogótico     | Se trata de una capilla con reminiscencias del gótico flamígero, lo que se denota en los pináculos y el alto cimborrio, rematado por una cruz de bronce. Las esculturas femeninas de los lados, bajo dosel, son de un estilo realista alejado del modernismo del momento. El conjunto fue encargado por Francisca Seycher de León, una rica criolla de Luisiana, para su marido, Josep Gener, un indiano enriquecido con el comercio de tabaco. |      |
| Sepultura Vial Solsona                                 | Josep Balet Duran (a), Enric Clarasó (e)                                        | 1902      | Realismo      | Sobre un sepulcro liso a ras de suelo se sitúa una única escultura de mármol de un hombre semidesnudo, a tamaño natural, que con un pico cava un hoyo en el suelo, en el acto de cavar de su propia tumba, simbolizando que desde joven hay que ir preparándose para la muerte. Es una copia del Memento Homo con que Clarasó ganó la medalla de oro en la Exposición de París dos años antes. Otra copia se encuentra en el cementerio de Zaragoza, en la tumba de la familia Aladrén (1904). |      |
| Sepultura Fortuño Ferrús                               | Ubaldo Iranzo (a), Josep Campeny (e)                                            | 1902      | Eclecticismo  | Baltasar Fortuño Ferrús era un cirujano que emigró a Puerto Rico. Su sepultura presenta un sarcófago decorado con volutas de hojas de acanto, junto al que se encuentra un ángel de formas femeninas, que sostiene en una mano una hoja de palma, símbolo de inmortalidad, y en la otra hojas de adormidera, representando el sueño eterno. |      |
| Sepultura Josep Clarà                                  | Josep Clarà (e)                                                                 | 1958      | Novecentismo  | El escultor Josep Clarà diseñó un año antes de morir su propia sepultura, lo que consiguió gracias a una permuta con el Ayuntamiento de Barcelona a cambio de la escultura en bronce La Maternidad. Para su descanso eterno escogió un relieve con una figura de mujer sentada, en una actitud de profunda tristeza. |      |
| Sepultura Alomar Estrany                               | Frederic Aymamí (a), Josep Llimona (e)                                          | 1893      | Eclecticismo  | Está compuesta de un sarcófago decorado con relieves de influencia precolombina, así como la figura de un ángel de aspecto femenino, con las alas plegadas y actitud reflexiva. Joaquim Alomar fue un empresario del sector farmacéutico. |      |
| Panteón Pilar Soler                                    | Leandre Albareda (a), Pau Deulofeu (e)                                          | 1894      | Neoegipcio    | El estilo neoegipcio de moda en la época y presente en varias obras del cementerio queda aquí claramente evidenciado con la construcción de una pirámide, hecha con piedra de Montjuïc. La puerta de entrada presenta un friso con las iniciales de la difunta y con un disco solar alado y rodeado de dos serpientes, otro motivo egipcio. |      |
| Sepultura Nicolau Juncosa                              | Antoni Pujol (e)                                                                | 1913-1914 | Modernismo    | Nicolau Juncosa fue un industrial y político, teniente de alcalde del Ayuntamiento de Barcelona. El marmolista Antoni Pujol utilizó una máscara mortuoria del difunto para representarlo. El conjunto reproduce al fallecido en actitud introspectiva, apoyando la cabeza en la mano de un brazo apoyado en un libro; en su parte posterior tiene un bajorrelieve de una fábrica, en alusión a su actividad empresarial. Por sobre la figura se yergue la Muerte, en forma de esqueleto y envuelta en un velo, que apoya una mano sobre el hombro del difunto, en un gesto de acompañamiento para el tránsito. Esta es una de las esculturas más conocidas y reproducidas del cementerio. |      |
| Panteón Buhigas                                        | Joan Bruguera Díaz (a), Gabriel Bechini, Enric Serra, Joan Figueras (e)         | 1905      | Modernismo    | Presenta un sepulcro sobre el que se apoya un ángel desconsolado, del que destaca el trabajo de drapeado de la túnica. Lamentablemente, se encuentra en mal estado de conservación, con la piedra desgastada, y ha perdido una cruz de Malta que presidía el conjunto y una cadena protectora de forja. |      |
| Panteón August Urrutia                                 | Antoni Vila i Palmés (a), Martínez Fortuny (e)                                  | 1909-1911 | Neoclasicismo | August Urrutia fue un comerciante de cacao enriquecido en Venezuela. Su panteón es uno de las más monumentales del cementerio, muy celebrado por su magnífica ejecución tanto arquitectónica como escultórica. Presenta una loggia de forma semicircular con columnas jónicas, con un pasillo interior al que se accede a través de una escalinata. En el espacio central se halla el sepulcro, sobre el que se apoya un ángel desconsolado, semidesnudo y con las alas desplegadas. En el techo hay un mosaico circular con un ángel y la inscripción «Señor tened misericordia de nosotros». El conjunto estaba coronado por una cruz y un grupo escultórico que se han perdido. |      |
| A los muertos por Francia en la Primera Guerra Mundial | Gustave Violet (e)                                                              | 1925      | Novecentismo  | Se trata de un monolito de 5 m de altura en homenaje a los caídos franceses en la Primera Guerra Mundial, sufragado por una asociación de antiguos combatientes franceses radicada en Barcelona. El monumento es liso por los laterales y la parte trasera, por lo que está concebido para ser contemplado frontalmente. Contiene la inscripción «Aux soldats de France et aux volontaires d'Espagne morts pour le triomphe de la Justicie et de la Liberté». A cada lado se sitúan dos figuras en relieve: una mujer con una corona de laurel en el pelo, que se ofrece hacia la inscripción con las palmas de las manos abiertas; y una figura coronada, con un escudo de Barcelona y la mano izquierda a la altura de la vista. Sobre la inscripción hay representado un soldado francés con un casco de la Gran Guerra, sujetando un fusil con la mano derecha, y una antorcha con la llama de la libertad y de la victoria en la otra. A cada lado del soldado hay un ángel, que lo escoltan hacia la gloria. En la peana del monumento hay una placa en honor a los caídos de la Segunda Guerra Mundial, añadida en 2001. |      |
| A Pascual Madoz                                        | Julio María Fossas (a), Rafael Atché (e)                                        | 1901      | Neogriego     | Pascual Madoz fue un abogado y político progresista, de origen pamplonés pero barcelonés de adopción, gobernador civil de Barcelona, ministro de Hacienda y diputado tras la Revolución de 1868. Por suscripción popular se sufragó este monumento, compuesto de un basamento sobre el que se alza un zócalo con un pedestal esculpido con una cruz patada, el alfa y la omega, y con una P y una cruz en aspa, símbolo de la paz de Cristo; sobre este pedestal se halla el busto de mármol de Madoz. |      |
| Panteón Coromina                                       | Leandre Albareda (a), Rafael Atché (e)                                          | 1906-1907 | Modernismo    | Es otro de los panteones monumentales del cementerio, compuesto por una terraza con doble escalinata, sobre la que se sitúa el sepulcro, presidido por un ángel con las alas desplegadas y señalando con la mano derecha levantada hacia el cielo. Del conjunto destaca también el trebajo de forja de las barandillas, de la fundición Argelaguet Damians, así como las vidrieras de la cripta, de Rigalt i Granell. |      |
| Sepultura Carbó                                        | Pere Garcia Fària (a), Eusebi Arnau (e)                                         | 1905      | Modernismo    | Presenta un grupo escultórico formado por una cruz con un medallón central, donde se representa un relieve de la Santísima Trinidad. Junto a él se halla un ángel con las alas desplegadas, que con un pluma escribe en la parte inferior del medallón la palabra Miserere («apiádate»). Cabe destacar la grácil postura del ángel, en una actitud dinámica, de elegante movimiento, que parece suspendido en el aire. |      |
| Panteón Bastinos                                       | Julio María Fossas (a), Josep Campeny (e)                                       | 1899      | Modernismo    | La familia Bastinos se dedicaba al sector editorial. Se trata de un conjunto de aire monumental con forma de cruz, en que cada brazo de la cruz tiene la forma de un gran sarcófago, elevado del suelo por un pedestal sobre columnas. La decoración escultórica está compuesta de diversos medallones de bronce, así como dos ángeles, uno apoyado sobre un ancla y otro sobre un cáliz. Una cruz que coronaba el conjunto se ha perdido. |      |
| Panteón Joan Rialp i Ventura                           | Jaume Bayó (a), Josep Llimona (e)                                               | 1906      | Modernismo    | Está compuesto de una sencilla lápida con el escudo familiar y un pedestal con una cruz, junto al que se sitúa una figura femenina sentada, con el brazo derecho apoyado en el pedestal y reposando la cabeza sobre la mano, en una actitud de profunda melancolía. El escultor, Josep Llimona, tituló a esta figura Resignación. |      |
| Sepultura de Josep Oliver Font                         | Antoni Pujol (e)                                                                |           | Modernismo    | El conjunto está compuesto por una lápida en forma de alfombra con el nombre del difunto, tras la que surgen dos escalones que conducen a un sarcófago, con unas antorchas de pétreas llamas en los costados, símbolo de la inmortalidad del alma. El sarcófago tiene a sus pies un cojín para reclinarse, y está coronado por una cruz. Junto a él se encuentra una figura femenina que deposita un ramo de flores, representando el momento mismo del enterramiento. |      |
| Sepultura Jaume Brutau                                 | Josep Masdeu Puigdemasa (a), Enric Clarasó (e)                                  | 1920      | Simbolismo    | Sobre un túmulo de piedra de Montjuïc sin desbastar se alza una figura femenina de mármol blanco, que contrasta con el tono oscuro de la piedra de la base. La figura, titulada Resurrección, se enmarca en el simbolismo que convivió armónicamente con el modernismo, aunque por su fecha de ejecución eran estilos pasados ya de moda. La vaporosa silueta de la mujer se encuentra en un frágil equilibrio sobre la roca, con una pierna adelantada y los brazos elevados, apoyando las manos a ambos lados de la cara, con la cabeza levantada hacia el cielo y los ojos cerrados. |      |
| Hipogeu Cebrià Pagés                                   | Julio María Fossas (a)                                                          | 1910      | Modernismo    | El hipogeo Cebrià Pagés (actualmente Aguilà Gambús) se encuentra excavado en la roca, con una magnífica portalada de estilo modernista, aunque con reminiscencias góticas. Tiene una forma trilobulada, con dos columnas laterales cuyos capiteles enlazan con los relieves de adornos vegetales que decoran las paredes. La puerta, de hierro forjado, tiene forma de cruz, y corona el conjunto una aguja con un ángel bajo dosel. |      |
| Sepultura Ramón Blanco y Erenas                        | Julio María Fossas (a), Josep Campeny (e)                                       | 1908      | Modernismo    | Sobre un túmulo de piedras sin trabajar, con un banco a sus pies, se halla un grupo escultórico compuesto por una cruz y dos ángeles, uno en la parte delantera y otro en la trasera. El ángel frontal es masculino, mientras que el posterior es femenino, y le falta un ala. Ramón Blanco y Erenas, marqués de Peña Plata, fue un militar que participó en las Guerras Carlistas y fue capitán general de Navarra, de Cuba, de Filipinas y de Cataluña. Fue quien firmó la capitulación con Estados Unidos que supuso la pérdida de Cuba. Quizá por ello en la sepultura hay una inscripción que dice «Hice lo que debí». |      |
| Sepultura Torras                                       | Antoni Rovira i Rabassa (a), Josep Llimona (e)                                  | 1888      | Modernismo    | Esta sepultura está formada ornamentalmente por una cruz de inspiración céltica y un ángel custodio, una obra de juventud de Llimona de postura hierática y actitud inexpresiva. |      |
| Sepultura Monegal                                      | Frederic Aymamí y Antoni Rovira i Rabassa (a), Enric Clarasó (e)                | 1894      | Modernismo    | Esta obra recuerda las estelas funerarias medievales, ya que se trata de un disco con una cruz patada decorada con relieves vegetales, en cuyo centro se halla un ángel que presenta en sus manos la inscripción omnes quidem resurgemus («todos resucitaremos»), de san Pablo. Josep Monegal i Nogués fue senador, presidente de la Cámara de Comercio y alcalde de Barcelona en 1902. |      |
| Sepultura Campassol Borrell                            | Miquel Bertrán de Quintana (a), Josep Llimona (e)                               | 1903      | Modernismo    | La obra original tenía una cruz monumental sobre un capitel florido, ya desaparecidos, junto al resto de elementos que hoy perduran: un pedestal de motivos florales esculpidos, sobre el que se alza una columna truncada, símbolo de la vida también truncada, y un ángel de mármol, con las alas desplegadas, que anteriormente tenía en la mano una espada de hierro, también desaparecida. |      |
| Sepultura Ernest Niquet                                | Domingo Balet Nadal y Josep Balet Duran (a), Enric Clarasó (e)                  | 1895      | Realismo      | El elemento más destacado es la escultura, titulada por Clarasó Meditación. Se trata de una mujer sentada sobre un zócalo de piedra desbastada, cubierta con una túnica y un velo sobre la cabeza, en actitud triste, desconsolada, con una mano en la cabeza, apoyando el brazo en la rodilla, y en la otra mano unas flores de adormidera, símbolo del sueño eterno. |      |
| Sepultura Familia Rusiñol                              | Domingo Balet Nadal (a), Enric Clarasó (e)                                      | 1892      | Realismo      | Santiago Rusiñol y Prats (pintor, escritor y dramaturgo) y su hermano Alberto Rusiñol y Prats (empresario y político) encargaron la construcción de un panteón familiar a Domingo Balet, que se construyó en 1892 (en los planos originales se pueden ver las firmas de las tres personas citadas anteriormente). Santiago Rusiñol está enterrado en otro panteón junto a su mujer Maria Lluïsa Denís, muy cerca del panteón familiar. Un ángel con las alas desplegadas está sentado sobre un túmulo de piedras y escribe con su mano derecha la palabra Eternidad. |      |